# Sabine Hitzelberger
Sabine Hitzelberger, auch Maria Sabina Hitzelberger, geborene Sabine Renk oder Sabine Renck (12. November 1755 in Randersacker – 1815 in Würzburg) war eine deutsche Opernsängerin (Sopran).

## Leben
Schon als sie noch ein Kind war, wurde man auf ihre Stimme aufmerksam, so dass sie im Ursulinenkloster in Würzburg erzogen wurde und bei den Kirchenmusiken als Diskantistin verwendet wurde. Bei einer kirchlichen Feier wurde Fürst Adam Friedrich durch ihre herrliche Stimme auf sie aufmerksam, erkundigte sich nach ihren Verhältnissen und versprach für ihr ferneres Fortkommen sorgen zu wollen, wenn sie sich der Kunst gänzlich zu widmen gelobe.
Hitzelbergers Eltern willigten ein und so erteilte ihr der Sänger Stephani auf fürstlichen Befehl Gesangsunterricht. Sie trat nicht nur auf dem Privattheater des Fürsten auf, sondern sang auch wiederholt bei Hof in Konzerten, und zwar zu so außerordentlicher Zufriedenheit, dass sie der Herrscher zur fürstlich würzburgischen Hofsängerin ernannte.
1776 begab sie sich nach Paris, um dort in den Concerts spirituelles und des Amateurs, aufzutreten, und zwar mit so außergewöhnlichem Erfolg, dass ihr König Ludwig XVI. sofort an seinem Theater ein Engagement mit 6000 Livres Gehalt bot.
Allein die Dankbarkeit gegen ihren Fürsten ließ sie das verlockende Anerbieten ausschlagen und nach Würzburg zurückkehren. Dort wirkte sie ununterbrochen bis 1807, teils als Opern-, teils als Konzertsängerin, bis sie sich, zunehmenden Alters wegen, vom öffentlichen Leben zurückzog.
Sie starb 1815 in Würzburg.

## Familie
Hitzelberger war mit dem Flötisten Franz Ludwig Joseph Hitzelberger (vor 1769–nach 1802) verheiratet. Ihre Kinder waren Catharina Elisabeth Hitzelberger (1777–1795), Kunigunde Hitzelberger (1778–1795), Johanna Hitzelberger (1783–1849) und Regina Hitzelberger (1788–1827), allesamt ebenfalls Sängerinnen.
Der Geiger Theobald Lang (1783–1839, Heirat mit Regina Hitzelberger) war ihr Schwiegersohn. Dessen Kinder, der Schauspieler Ferdinand Lang (1810–1882) und die Komponistin Josephine Caroline Lang (1815–1880), waren Enkelkinder Sabine Hitzelbergers. Der evangelische Theologe, Musikschriftsteller und Musikphilosoph Heinrich Adolf Köstlin (1846–1907), der Sohn der vorgenannten, war ihr Urenkel. Dessen Tochter wiederum, die Dichterin Therese Köstlin (1877–1964), war ihre Ururenkelin.